# Witalij Kobzar
Witalij Jurijowycz Kobzar, ukr. Віталій Юрійович Кобзар, ros. Виталий Юрьевич Кобзарь, Witalij Jurjewicz Kobzar (ur. 9 maja 1972 w Frunze, Kirgiska SRR) – ukraiński piłkarz, grający na pozycji pomocnika, a wcześniej napastnika. Po rozpadzie ZSRR posiadał obywatelstwo kirgiskie.

## Kariera piłkarska

### Kariera klubowa
W 1990 rozpoczął karierę piłkarską w klubie Ałga Frunze. Na początku 1994 razem z rodzicami powrócił do Czerkas na Ukrainie, do ojczyzny swoich przodków, gdzie podpisał kontrakt z Dniprem Czerkasy. Potem wypożyczony do klubu Krystał Czortków. Latem 1996 został piłkarzem Worskły Połtawa, która akurat awansował do Wyższej Lihi. Na początku 2003 przeniósł się do Obołoni Kijów. Latem 2005 rozegrał 1 mecz w składzie Hirnyk Krzywy Róg, po czym powrócił do rodzimego Dnipra Czerkasy, w którym zakończył karierę piłkarską.

### Kariera reprezentacyjna
W latach 1992–1993 występował w narodowej reprezentacji Kirgistanu.

## Kariera trenerska
Po zakończeniu kariery piłkarskiej rozpoczął pracę trenerską. Najpierw pomagał trenować  FK Ołeksandrija. W 2009 pracował w Chodaku Czerkasy. Potem pomagał trenować młodzieżową drużynę Obołoni Kijów, a latem 2011 został asystentem trenera pierwszej drużyny Obołoni. W 2013 został zaproszony do sztabu szkoleniowego Sławutycza Czerkasy. 10 listopada 2016 został mianowany na stanowisko pełniącego obowiązki głównego trenera Czerkaśkiegi Dnipra, z którym pracował do 26 lista 2016. Od 5 września 2019 pełnił obowiązki głównego trenera Czerkaszczyny Czerkasy.

## Sukcesy i odznaczenia

### Sukcesy klubowe
- mistrz Kirgistanu: 1992
- brązowy medalista Mistrzostw Ukrainy: 1997
- zdobywca Pucharu Kirgistanu: 1992

### Sukcesy indywidualne
- najlepszy piłkarz Kirgistanu: 1992